# Dominic Sherwood

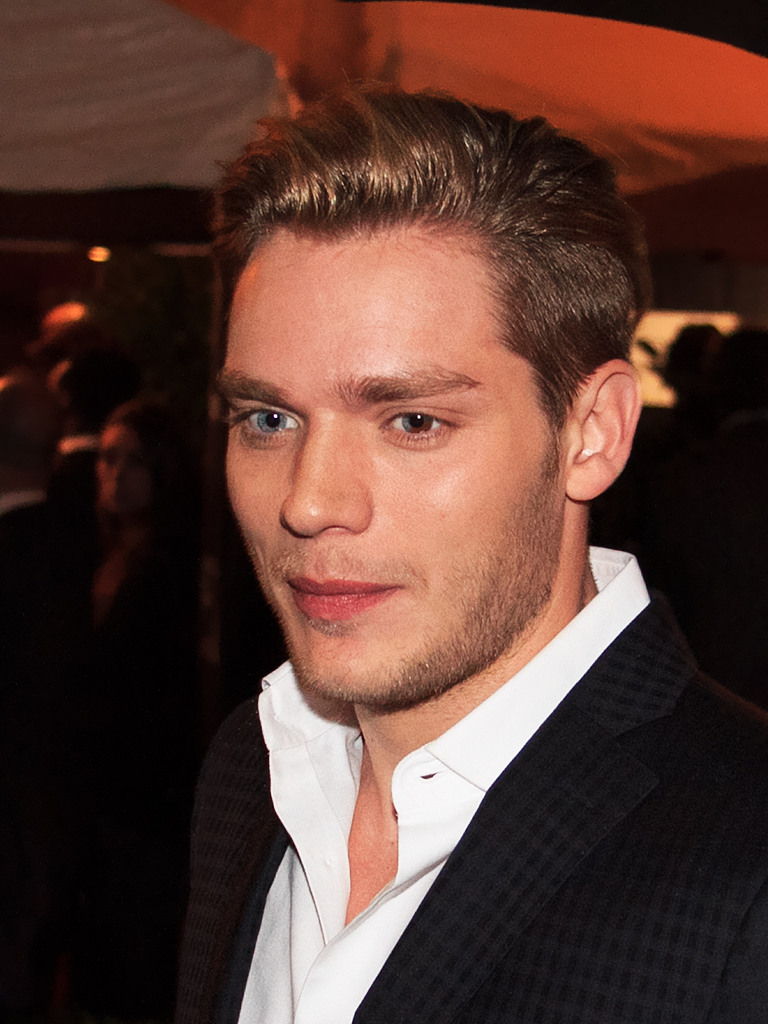
Dominic Sherwood, 2015

Dominic Anthony Sherwood (* 6. Februar 1990 in Tunbridge Wells, South East England) ist ein britischer Schauspieler.

## Leben
Dominic Sherwood wurde im Februar 1990 in Kent, South East England, geboren. Er besuchte die Oakwood Park Grammar in Maidstone. Danach studierte er in Maidstone Schauspiel, bevor er für sechs Monate nach Kenia ging. Nach seiner Rückkehr nach London unterzeichnete er einen Vertrag bei einer Agentur. Neben der Schauspielerei arbeitet er auch als Sänger und Model. So modelte er 2012 für Hollister und coverte zwei Songs von Jason Mraz.
Sein Schauspieldebüt gab er als Jack Simmon in der britischen Fernsehserie The Cut. 2014 verkörperte er neben Zoey Deutch und Lucy Fry die Rolle des Christian Ozera in dem Fantasyfilm Vampire Academy, der auf dem Roman Blutsschwestern von Richelle Mead basiert.
2014 spielte er im Video zu Taylor Swifts Single Style aus dem Album 1989 mit.
Im April 2015 wurde er für die Fernsehserie Shadowhunters des US-amerikanischen Senders Freeform gecastet, in der er von 2016 bis 2019 die männliche Hauptrolle des Jace Herondale übernahm. Die Serie basiert auf der Romanreihe Chroniken der Unterwelt von Cassandra Clare.
Als Besonderheit ist seine ausgeprägte Iris-Heterochromie zu erwähnen. Ein Auge ist teilweise braun, das andere blau.

## Filmografie (Auswahl)
- 2010: The Cut (Fernsehserie, 11 Episoden)
- 2011: Sadie J (Fernsehserie, Episode 1x09)
- 2012: Not Fade Away
- 2013: Mayday (Fernsehserie, Episode 1x03)
- 2014: Vampire Academy
- 2016: Take Down – Die Todesinsel (Take Down)
- 2016: Modern Family (Fernsehserie, Episode 7x21)
- 2016–2019: Shadowhunters (Fernsehserie, 55 Episoden)
- 2017: Don’t Sleep
- 2020: Penny Dreadful : City of Angels (Fernsehserie)
- 2022: Eraser: Reborn
- 2022: Partner Track